# Ideglelés
Az Ideglelés (eredeti címén: The Blair Witch Project) egy 1999-es amerikai horrorfilm, amelyet Daniel Myrick és Eduardo Sánchez rendezett. Ez a film alap- és kultuszfilmnek számít. A történet három diák felvételei alapján körvonalazódik, akik elvesztek a burkittsville-i erdőben, mert le akarták filmezni a blairi boszorkányt. Az Egyesült Államokban 1999. július 30-án mutatták be a filmet, és nagyon sikeres lett. A magyar bemutató 1999. december 30-án volt. A népszerűség hatására 2000-ben folytatás is készült Blair Witch – Ideglelés 2. címmel. 
A siker nyomán franchise alakult ki, mely a folytatás mellett több regényt, képregényt és videójátékot is magában foglalt.[forrás?] Harmadik részt is terveztek a filmből.[forrás?] DVD-n, VHS-en és blu-ray-en is kiadták az Ideglelés című horrorfilmet.[forrás?]

## Cselekmény
Három eltűnt fiatal kameráján talált felvételekből játszódik a történet. Heather, Mike és Josh filmes diákok elindulnak, hogy dokumentumfilmet készítsenek a mitikus blairi boszorkányról. Elutaznak a marylandi Burkittsville-be és interjúkat készítenek a lakosokkal a mítoszról. A helyiek mesélnek nekik Rustin Parr-ról, egy remetéről, aki az erdőben élt, és az 1940-es években hét gyereket rabolt el. A történet szerint párban ölte meg őket a pincében, miközben az egyiket a sarokba állította. A diákok felfedezik az észak-burkittsville-i erdőt, hogy utánajárjanak a mítosznak. Találkoznak két halásszal, akik közül az egyik figyelmezteti őket, hogy az erdő el van átkozva. Mesélnek nekik egy Robin Weaver nevű kisgyerekről, aki 1888-ban eltűnt, majd amikor három nappal később visszatért, egy öregasszonyról beszélt, akinek a lába soha nem érintette a földet. A diákok ezután a Coffin Rockhoz túráznak, ahol a 19. században öt férfit rituális módon lemészároltak, holttestük később eltűnt.
Éjszakára letáboroznak, és másnap egy régi temetőt találnak, hét kis kőhalommal, amelyek közül az egyiket Josh véletlenül felborítja. Aznap éjjel botok csattogását hallják. Másnap megpróbálnak visszatúrázni az autóhoz, de sötétedés előtt nem találják meg, és letáboroznak. Ismét botok csattogását hallják. Reggel azt látják, hogy három kis kőhalmot építettek a sátruk mellé. Heather nem találja a térképét, mire Mike elárulja, hogy csalódottságában belerúgta azt egy patakba. A fiúk között verekedés tör ki, amikor rájönnek, hogy eltévedtek. Úgy döntenek, hogy Heather iránytűjét használva dél felé indulnak, de ott a fákról lelógó pálcikaalakokat találnak. Aznap éjjel ismét titokzatos hangokat hallanak, köztük gyereknevetést. Miután egy ismeretlen erő megrázza a sátrat, hajnalig az erdőben rejtőznek.
Visszatérve a sátrukba, felfedezik, hogy a holmijukat átkutatták, Josh felszerelését pedig nyálka borítja. Egy folyóra bukkannak, amely megegyezik azzal, amelyen korábban átkeltek, és rájönnek, hogy körbe-körbe járnak. Másnap reggel Josh eltűnik, Heather és Mike pedig hiába próbálja megtalálni. Aznap éjjel hallják Josh gyötrelmes kiáltásait, de azt hiszik, a blairi boszorkány akarja őket kicsalogatni a táborból. 
A következő nap Heather felfedez egy csomó gallyat, amelyet Josh ingének anyagával kötöttek össze. A köteg kinyitásakor a férfi ingének egy vérrel átitatott darabkáját is megtalálja, amelyben fogak és hajszálak vannak. Bár kétségbe van esve, nem szól Mike-nak. Aznap este felvételt készít magáról, ahogy bocsánatot kér saját maga, Mike és Josh családjaitól, vállalva a felelősséget a szorult helyzetükért. Ismét sikolyokat hallanak, és bízva abban, hogy megtalálják Josht, elmennek Rustin Parr házának elhagyatott romjaihoz, amelynek falain démoni szimbólumok és gyerekek véres kézlenyomatai láthatók. Mike előreszalad az emeletre, majd lemegy az alagsorba, ahol egy láthatatlan erő támad rá, emiatt elejti a fényképezőgépét. Heather kiabálva lép be a pincébe, és a kamerája megörökíti Mike-ot, amint a sarokban áll a falnak fordulva. Heather odaszól neki, de a férfi nem reagál. A láthatatlan erő megtámadja Heathert is, aki emiatt elejti a kamerát, és a film ezen a ponton véget ér.

## Szereplők
| Szerep                | Színész             | Magyar hangja   |
| --------------------- | ------------------- | --------------- |
| Heather Donahue       | Heather Donahue     | Solecki Janka   |
| Josh Leonard          | Joshua Leonard      | Welker Gábor    |
| Mike Williams         | Michael C. Williams | Földi Tamás     |
| alacsony halász       | Bob Griffin         | Végh Ferenc     |
| riportalany           | Jim King            | Vizy György     |
| pincérnő              | Sandra Sánchez      | Oláh Orsolya    |
| szemüveges halász     | Ed Swanson          | Katona Zoltán   |
| Mary Brown            | Patricia DeCou      | Koffler Gizella |
| férfi sárga sapkában  | Mark Mason          | Végh Ferenc     |
| riportalany gyerekkel | Jackie Hallex       | Sági Tímea      |

## Fogadtatása
60 ezer dollárból készült az Ideglelés, és 248,6 millió dolláros bevételt hozott a pénztáraknál.